# エダッパカト・アハメド
エダッパカト・アハメド(ヒンディー語: श्री एडपपकथ अहमद、英語:Edappakath Ahamed、1938年4月29日 - 2017年2月1日)は、インドの政治家。E・アハメドと略される。2004年から2014年までマンモハン・シン政権で外務担当国務大臣を務めた。ケーララ州マラップラム地区、ロークサバーの代表であり、インド連合ムスリム連盟（IUML）の全国会長でもあったが、2017年に心停止により死去した。 

## 経歴
E. アハメドは、1938年4月29日、カヌールの商人の家に、アブドゥル・カーダー・ハジとエダパカス・ナフィーザの息子として生まれた。ケーララ州タラッセリーのGovernment Brennen College,Thalasseryを卒業し、その後、ケーララ州ティルヴァナンタプラムのGovernment Law Collegeで法律の学位を取得した。英語とマラヤーラム語で4冊の本を執筆している。
妻は1999年に交通事故で死去した。2人の息子と1人の娘がいる。 息子のアハメド・レイエスは教育者であり、インド連合ムスリム連盟の前面組織であるマスカット・ケララ・ムスリム文化センターの会長とオマーンのIndian School Al Ghubraの学長を務めている。

## 死去
2017年1月31日、国会の合同会議の最中に心停止を起こし搬送され、デリーのラム・マノハー・ローヒア病院に入院した。ICUに移され、人工呼吸器が装着されたが、2017年2月1日未明、同病院で死去した。遺体はカヌール市のジュマ・マスジド・カバルスタンに埋葬された。議員であった選挙区で行われた選挙では、2017年4月に行われた選挙でP・K・クンハリクッティが当選した。

## 関連リンク
- Members of Fourteenth Lok Sabha - Parliament of India website
- Official website
- http://www.mea.gov.in/Speeches-Statements.htm?dtl/20451/Opening+Statement+by+Honble+Minister+of+State+for+External+Affairs+Shri+E+AHAMED+at+the+plenary+of+the+PostForum+Dialogue+Partners+meeting+at+Rarotonga+Cook+Islands